# NGC 2071
NGC 2071 est une nébuleuse par réflexion et une région HII située dans la constellation d'Orion. Cette nébuleuse a été découverte par l'astronome germano-britannique William Herschel en 1786.

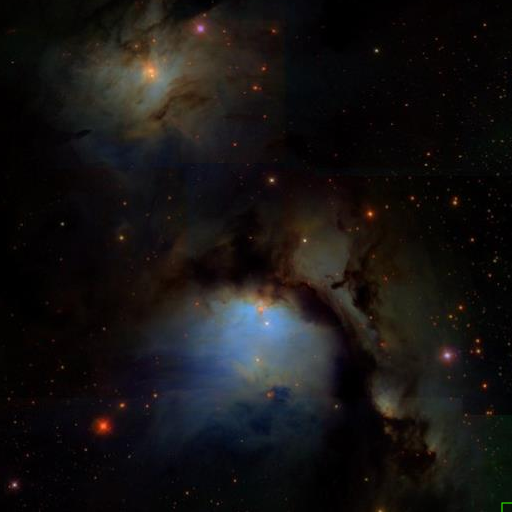
Panorama de la région par le relevé SDSS.

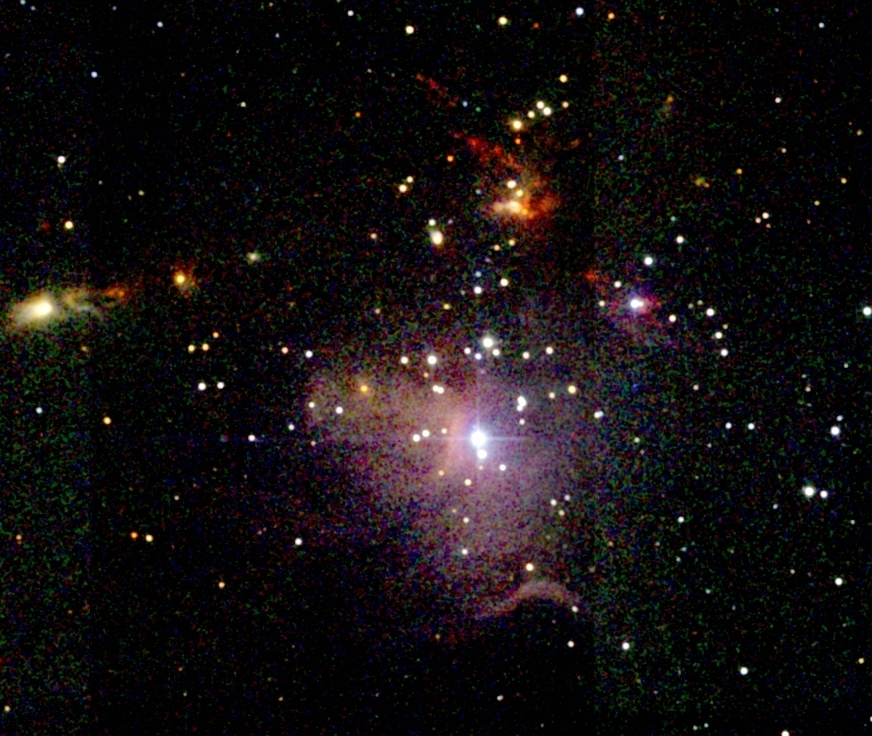
Image dans le domaine de l'infrarouge provenant de l'étude 2MASS

NGC 2071 est à environ 400 pc (∼1 300 al) de la Terre.